# Antonio Sánchez Navarro
Antonio Sánchez Navarro (Palma de Mallorca, 22 de abril de 1997) es un futbolista español que juega en la posición de centrocampista en el R. C. D. Mallorca de la Primera División de España.

## Trayectoria
Se formó en las categorías inferiores del conjunto de su ciudad natal, el R. C. D. Mallorca, conjunto en el que fue quemando categorías desde la base y hasta llegar al filial. Abandonó el filial de Tercera División en 2018, tras jugar dos temporadas y una cesión en el U. D. Poblense.
En la temporada 2018-19 fue cedido al Barakaldo C. F. en el que fue titular durante toda la temporada con el que disputó 36 encuentros de liga y dos más del playoff de ascenso frente al Hércules C. F. En verano de 2019 regresó al cuadro mallorquín tras su cesión y realizó la pretemporada con el primer equipo a las órdenes de Vicente Moreno.
En agosto de 2019 renovó contrato con el R. C. D. Mallorca hasta 2021 y se marchó cedido al C. D. Mirandés por una temporada.

## Clubes
| Club                     | País   | Año       |
| ------------------------ | ------ | --------- |
| R. C. D. Mallorca "B"    | España | 2016-2018 |
| U. D. Poblense (cedido)  | España | 2016-2017 |
| R. C. D. Mallorca        | España | 2018-     |
| Barakaldo C. F. (cedido) | España | 2018-2019 |
| C. D. Mirandés (cedido)  | España | 2019-2020 |